# Vaterpolsko prvenstvo Jugoslavije 1967.
Vaterpolsko prvenstvo Jugoslavije za 1967. godinu je osvojila Mladost iz Zagreba.

## Ljestvica
Ljestvica s osvojenim bodovima. 
```
1. 
Mladost Zagreb
        14 10 3 1  99-58 23  Dom - Gost
2. 
Partizan Beograd
      14 10 2 2 108-74 22  8-4  2-4
3. 
Jadran Split
          14  7 1 6 101-95 15 11-6  6-6
4. 
Jadran Herceg Novi
    14  6 3 5  73-74 15  7-3  5-5
5. 
Mornar Split
          14  6 1 7  82-88 13  6-1  6-5
6. 
Jug Dubrovnik
         14  4 1 9  64-90  9 10-5  7-4
7. 
Medveščak Zagreb
      14  3 2 9  59-79  8 10-1 12-11
8. 
Primorac Kotor
        14  2 3 9  56-90  7  7-1  2-2
```

Strijelci Mladosti: Miroslav Poljak 33, Ozren Bonačić 26, Marjan Žužej 17, Ivo Trumbić 10, Zlatko Šimenc 9,
Mladen Jonke 3, Rene Račić 1.